# Вінченцо Ла Скола
Вінченцо Ла Скола (італ. Vincenzo La Scola; 26 січня 1958, Палермо — 15 квітня 2011, Мерсін) — італійський оперний співак (тенор) і флейтист, який мав блискучу оперну кар'єру протягом понад 25 років. Особливо його цінували за виконання ролей в операх Джузеппе Верді, Джакомо Пуччині, Ґаетано Доніцетті й Вінченцо Белліні. Він також отримав визнання як кроссовер-артист, особливо за його співпрацю з Кліфом Річардардом, а також за його власний кроссовер-альбом для «EMI» — «Vita Mia» (1999). У 2000 році він був Послом доброї волі ЮНІСЕФ, а з 2004 року і до його раптової смерті в 2011 році — головним викладачем і художнім директором в Академії Верді-Тосканіні в Пармі.